# Raci, Gorj
Raci este un sat în comuna Negomir din județul Gorj, Oltenia, România.

## Etimologie
Există mai multe păreri privind originea toponimicului „Raci”. În anul 1905, învățătorul Constantin Alexianu spunea: 
„comuna și-a luat numele de la Valea Racilor, care în timpurile de demult era vestită pentru racii cei mulți și gustoși care se găseau în pârâul ce curgea prin această vale”.
Învățătoarea Ecaterina Răceanu reia în lucrarea sa această legendă, avansând însă și o altă ipoteză, conform căreia: 
„numele satului Raci trebuie să vină de la un strămoș care a pus bazele vetrei satului și care se numea Racu ori Racea, urmașii acestuia numindu-se Racii sau Răcenii”. 
Aceeași opinie o găsim și în lucrarea monografică a profesorului Constantin Toma.
Legenda, care spune că toponimicul are legătură cu mulțimea racilor din apa Jilțului, este întărită însă de lingvistică, care socotește că numele satului vine de la substantivul „rac(i)”.

## Istorie

### Origini
Documentar, denumirea Raci apare pentru prima dată în anul 1548. Începând de la anul respectiv, numele așezării Raci apare din ce în ce mai frecvent în documentele vremii.

Cu ocazia unei hotărnicii  din 9 iulie 1743, moșnenii Diatco cu ceata Suveții și Pătru cu ceata lui Oproiu, prezintă un act emis de cancelaria domnească la 1548, în care se arată că aceștia au moșie de moștenire de la moșii lor, Stanciu, Scânteia și Dobri:
„[...] având acești moșteni moșia numai în hotarul Racilor de Sus [...]”.
În aceeași împrejurare, Alexie cu ceata lui prezintă un hrisov de la Mihnea, din anul 1570, prin care se dovedește că are moșie cumpărată în Raci.

Este interesant de reținut faptul că satul Raci apare în anul 1548 sub denumirea de Racii de Sus, iar la 30 iunie 1609, într-un hrisov dat de Radu Șerban, aflăm că voievodul dă Mănăstirii Strâmba:
„[...] pentru ca să-i fie moșie în Raci în hotarul de jos, ce se cheamă Stejarul de Jilț [...]”.
Aceasta dovedește că, încă de la început, la Raci există două sate și anume: 
- Racii de Sus, lucru confirmat și de hrisovul din 30 iunie 1609, menționat mai sus, în care se afirmă că Mănăstirea Strâmba a cumpărat:

„[...] partea lui Pătru Coleșiu, toată, peste toate hotarele ori cât se va alege din Racii de Sus cu 1200 asprii [...]”;
- Racii de Jos, această denumire fiind întâlnită și la 10 decembrie 1749, când moșnenii din Raci își hotărnicesc moșiile din Raci și Stejarul, ocazie cu care se afirmă că:

„[...] s-au ales și dania din partea fiește-căruia într-amândouă hotarele și am dat toată partea la un loc în hotarul Racilor de Jos [...]”. 
Hrisovul lui Radu Șerban din 30 iunie 1609 face precizarea că Racii de Jos se mai numesc și Stejarul de Jilț, satul apărând frecvent în documente sub denumirea din urmă. Astfel, la 1749, patru boieri au fost aduși de moșnenii din Raci pentru a stabili părțile de proprietate din satul Raci și Stejarul după apa Jilțului, hotărnicia amintind în chip expres: 
„Noi patru boieri ce am fost luați de toți moșnenii din Raci [...] ca să ne hotărâm și să împărțim moșia Raci și Stejaru după apa Jilțului [...]”. 
În satul Baniu există și astăzi un stejar multisecular, care a fost declarat monument al naturii și credem că satul Stejarul de Jilț a luat numele de la stejarii ce se găseau acolo pe vremea întemeierii satului. De asemenea, poziția satului Racii de Jos este în josul văii Jilțului în raport cu satul Racii de Sus, iar documentele, după cum am văzut, vorbesc de Racii de Sus și de Racii de Jos, ultimul sat fiind același cu Stejarul de Jilț, mai târziu primind numele de Baniu pe care-l poartă și astăzi, înglobând însă și o parte din Strâmba Mică (Nucetu).

### Perioada Războaielor Mondiale
În timpul războiului pentru desăvârșirea unității naționale, satul Raci a fost martorul unor lupte care s-au dat pe dealul dinspre Bolboși între armata română și cea austro-germană. La lupta angajată aici a participat regimentul colonelului Tăut în componența căruia intrau și soldați răceni. Deși încercuiți, românii au dat dovadă de abnegație și mult curaj, după cum recunosc în memoriile lor câțiva ofițeri germani. Ei au reușit să rupă încercuirea.

Iată o informație în legătură cu acest episod a unui ofițer german:
„Veni știrea că inamicul, ajutat de ceată trecuse pe un drum nearătat pe hartă, respingând linia noastră închisă [...] o bună parte din case fură găsite arse, mulți oameni și cai răniți, morți și alții dispăruți”.
Câțiva ostași care scăpaseră din încercuirea din noiembrie 1916 de la Jiu, conduși de locotenent de rezervă Victor Popescu, trecând prin Raci, vor încerca să organizeze un detașament de partizani pentru a lupta împotriva cotropitorilor. Acesta va încerca să arunce în aer comandamentul german instalat în una din casele comunei dar intenția îi va fi divulgată (printre alții și de către primarul Petrache Popescu), fiind nevoit să se retragă cu oamenii săi, retragere după care mulți săteni din Raci vor fi chinuiți pentru a arăta locul unde se ascunsese detașamentul lt. Victor Popescu. Din solidaritate și ură, țăranii răceni nu vor mărturisi nimic.

În vederea organizării detașamentului de partizani, lt. Popescu a lansat un apel către țărani prin care arăta: 
„Trăim timpuri grele și vom trăi și mai rău dacă nu ne vom uni. Și dacă ne vom pârâ unii pe alții germanilor, va fi rău. Arătați fiecare din voi că mai aveți sânge românesc în vinele voastre. Puneți mâna pe topor, coasă, sapă și pari. Decât prizonieri schingiuiți și cu familiile batjocorite de dușmani, mai bine în codru cu arma în mână, făcându-ne datoria pentru țară ca strămoșii noștri sau să murim. Iar voi, soldați pe care norocul v-a despărțit de frații voștri, nu vă predați inamicului căci rău va fi de voi. Nu vă îndoiți de vitejia armatelor noastre”.
Cu tot eroismul soldaților și al celor care s-au înrolat în detașamentul lui Victor Popescu, mersul evenimentelor n-a putut fi oprit.
În timpul ocupației germane în comuna Raci se afla un comandament care strângea cereale, lapte, lână, etc. pe care le transporta la Târgu Cărbunești pentru întreținerea trupelor de ocupație din această zonă. Barany, șeful comandamentului din comuna Raci în timpul ocupației germane, obliga populația să predea aceste produse comandamentului și totodată să le transporte cu carele la stația din Târgu Cărbunești.
În perioada celui de al II-lea Război Mondial, populația a avut mult de suferit. Femeile au muncit forțat în locul bărbaților care luptau pe frontul de răsărit.
După întoarcerea armelor împotriva germanilor, populația din Raci a sprijinit acțiunea de urmărire a acestora, ajutând la transportul munițiilor de la Urdari până în Banat, cu un număr de 124 de care cu boi.

### După 1944
În vederea înfăptuirii reformei agrare din anul 1945, în comuna Raci s-a format un comitet sătesc de împroprietărire din care au făcut parte: Constantin I. Răducanu, Ion Saregă, Constantin Vitcu, Grigore Gh. Brânzan și Constantin Țandără din comuna Raci, sprijiniți de un delegat al muncitorilor numit Purec Dumitru. Cu această ocazie au fost expropriate moșiile următorilor proprietari: Schintee, Pârvulescu și Iulia Mihăilescu. Au fost împroprietărite un număr de 250 familii de țărani care au primit 620 ha pământ, revenind fiecărei familii în medie 2,5 ha.
În anul 1955 sătenii comunei au înfăptuit o întovărășire agricolă, însă datorită faptului că solul este puțin fertil și impropriu lucrării cu mașini agricole, nu s-a putut înjgheba o cooperativă agricolă de producție.

### Administrație
Din punct de vedere administrativ, satul Raci a făcut parte, cel mai îndelungat timp, din comuna Raci, dar, în unele perioade ale istoriei sale, a făcut parte și din alte structuri administrativ-teritoriale. Astfel, „Racii de Strâmba”, în Indicatorul de nume al satelor din 1956, figurează ca fiind cătun al comunei Strâmba, de care a aparținut și în anii 1887 și 1896 sub denumirea de „Mahalaua Racilor”.
În Indicatorul de nume al comunelor din 1932 se arată faptul că satul a făcut parte, în 1930, din comuna Valea cu Apă. Din 1968, satul, împreună cu celelalte sate ale comunei Raci (Nucetu, Condeiești, Valea Racilor, Paltinu, Orzu și Artanu), fără Baniu, va intra în componența comunei Negomir. Baniu aparține, de atunci, comunei Borăscu.

## Geografie
Satul Raci se întinde de o parte și de alta a pârâului Jilțul Mic. Pe partea dreaptă a Jilțului se desfășoară cătunele Bacâți, Brînzănești și Țogoiești. Pe partea stângă se află Centrul Civic Raci, în ziua de astăzi aparținând satului Condeiești.

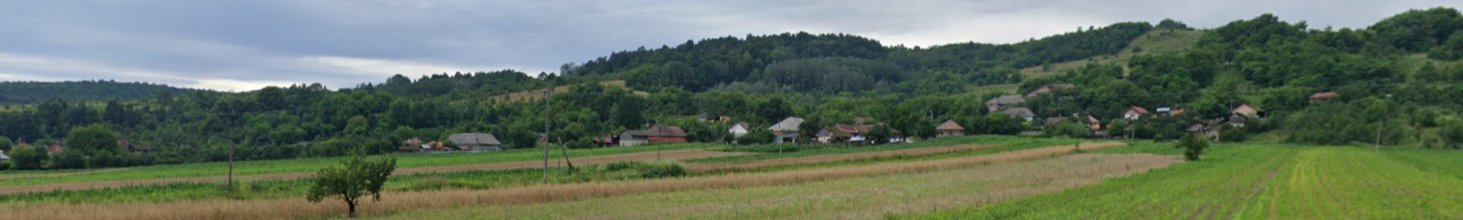
Cătunul Brânzănești, Raci

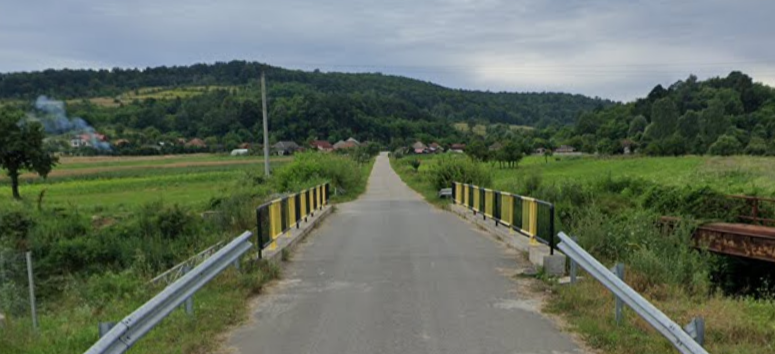
Podul Bibăniței, Raci

Așezarea oamenilor în aceste cătune a fost determinată de un cadru natural favorabil. În zona satului Raci, lunca Jilțului se lărgește, mâlul adus de desele viituri făcând-o foarte productivă. Aici, la „Podul Bibăniței”, viitura Jilțului atinge maxima lărgime. Această luncă a oferit locuitorilor oportunitatea cultivării cerealelor. Valea cuprinsă între Dealul Dănăricu, la est, și Dealurile Brînzănești, Brândușelor și Ohaba, la vest, este foarte largă.
O parte dintre locuitori au proprietăți în dealurile dinspre est, spre Urdari. Acestea sunt mai tot timpul zilei luminate de soare. Au fost alese de locuitori pentru a-și planta viile. Dealurile dinspre est sunt, de asemenea, cultivate cu diferiți pomi fructiferi. În trecut, aici se găseau cei mai buni cireși (cei trecuți de prima tinerețe își amintesc de aroma cireșelor pietroase).
Dealurile dinspre vest se caracterizează prin alunecări de teren și pante abrupte. Pe platouri s-au cultivat, de-a lungul timpului, cereale. Cea mai mare parte a acestor dealuri sunt acoperite de pășuni. 
În toate cătunele satului Raci, se găsesc o mulțime de izvoare care alimentează văile acestora. La sfârșitul secolului al XIX-lea, în satul Raci erau atestate trei puțuri și șapte fântâni.
Un factor important în evoluția așezării l-a constituit rețeaua de drumuri. Două sunt drumurile sătești cele mai importante în acest sat. Unul pornește din extremitatea sudică a satului Condeiești, la aproximativ 50 metri de biserică, traversează Jilțul și străbate cătunul Brînzănești pe toată lungimea lui. Celălalt pornește tot din drumul județean, trece peste „Podul Bibăniței” străbate cătunul Țogoiești și, unindu-se cu cel care vine dinspre Brînzănești, traversează Dealul Ohabei. Acest drum a fost modernizat (bituminat). El are o importanță foarte mare pentru locuitorii cuprinși între satele Artanu și Baniu, care, în ultimele două decenii, și-au orientat activitățile comerciale săptămânale spre comuna Bolboși.

### Cătunul Bacâți
Interesantă este așezarea cătunului Bacâți, azi depopulat aproape complet (unii locuitori originari din acest cătun își acolo un fel de conac). Între două dealuri cu povârnișuri mari, pe o vale relativ îngustă, dar cu o mulțime de izvoare, s-a așezat, cu sute de ani în urmă, un moș (Bacâtea), care a împărțit pământurile ce urcă spre culmea Bolboșilor. Fără a beneficia de căi de comunicație bune cu așezările învecinate (mult timp, doar o îngustă potecă ce cobora spre satul Raci și una la fel de îngustă spre cătunul Brînzănești), acest mic cătun și-a dezvoltat un mod aparte de viață. Multă vreme, utilizând cu ales discernământ condițiile naturale mai sus prezentate, familiile de aici au știut să se gospodărească așa cum se cuvine. Astfel, toți locuitorii aveau printre cele mai bune animale din zonă (și acum își amintesc oamenii de plăvenii lui Dumitru Bacâtea și ai lui Ionel Bacâtea, folosiți pentru cărăușii la mare distanță), grădinile lor de legume erau întotdeauna un model, iar de la pomii fructiferi își asigurau necesarul de fructe și băuturi. Toți oamenii din cătun erau prietenoși, unii dintre ei glumeți, alții de o blândețe rară.

## Demografie
Satul are 180 de locuitori.

### Religie
Majoritatea populație satului este creștin ortodoxă.

## Comuna Raci

Harta veche a comunei Raci

Comuna Raci a fost o comună din Raionul Strehaia, Regiunea Oltenia, Republica Socialistă România, formată din satele: Raci (reședința), Antonești, Artanu, Baniu, Condeiești, Nucetu, Orzu, Paltinu, Valea Racilor.
Comuna era cuprinsă între 20°65' longitudine estică și 44°65' latitudine nordică, fiind așezată pe direcția nord–sud și se întindea pe o lungime de 10 km de-a lungul pârâului Jilțul, afluent al Jiului pe partea dreaptă. Comuna avea o suprafață totală de 29.14 km².
Comuna se învecina:
- spre nord cu comuna Negomir din raionul Gorj;
- la sud cu comuna Borăscu (Livada) tot din raionul Strehaia;
- la est cu comunele Urdari și Gârbovu din raionul Filiași, de care e despărțită prin dealurile: Urdarilor și Strâmbei;
- la vest cu comunele Bolboși și Drăgotești din raionul Strehaia, de care e despărțită prin dealurile: Ohăbii și Bolboșilor.

În anii 1960, în comuna Raci trăiau 2125 de persoane.

## Relații economice și comerciale, locurile de muncă și situația medicală
Din punct de vedere economic și comercial, satul a relaționat, o bună perioadă de timp, cu orașul Strehaia, iar după 1968 cu Târgu Jiu. Medical, un timp, locuitorii s-au îndreptat spre comuna Borăscu. Ca și alte sate din comună, a avut legături comerciale cu Peșteana-Jiu și cu Drăgotești, unde, la sfârșitul lunii iulie, avea loc „Bâlciul Drăgoteștilor”. Actualmente, locuitorii se duc mai mult la târgul săptămânal de la Bolboși, sat aflat mai aproape. 
În căutarea de noi locuri de muncă, în alte domenii, după 1966 sătenii s-au îndreptat către zona Rovinari, iar de prin anii '80 ai secolului al XX-lea, în plus, înspre Turceni și Mătăsari. Medical, răcenii optează pentru Rovinari și Turceni. De asemenea, în corpul grădiniței, a fost amenajat un mic cabinet medical.

## Învățământul
Învățământul în comuna Raci a început să se organizeze abia în prima jumătate a secolului al XIX-lea. Astfel, în anul 1836 este fondată în comuna Raci o școală care era frecventată de 35 de elevi. Până în anul 1887 nu mai avem nicio informație despre școala din Raci, deoarece arhiva școlii a ars.
În anul 1887, învățător la școala din comuna Raci era C. Alexianu. Acesta aproviziona pe elevi cu cărți de la Librăria Constantin M. Dănăricu din Târgu Jiu, care-i scrie la 18 septembrie 1887 învățătorului C. Alexianu că i s-au expediat prin poștă cărțile cerute, în valoare de 41,20 de lei. Dintre acestea nu a avut să expedieze patru cărți de istorie naturală, 6 evanghelii și 7 cărți de sisteme metrice. Se observă din aceste sărace informații că printre disciplinele predate în școală erau: științele naturale, matematica, nelipsind religia, de altfel, o trăsătură specifică instrucției vremii.
În anul școlar 1893-1894, școala a funcționat cu patru clase (I-IV) și cu 50 de elevi înscriși, din care au promovat 37.
Din cataloagele și materialele din anii următori se constată că erau înscriși puțini copii pentru școală, care au frecventat regulat numai 50% dintre aceștia.
În anul 1894-1895 au funcționat clasele I-IV cu 40 de elevi înscriși din care au rămas repetenți 15, cei mai mulți datorită frecvenței slabe.
În anul 1900-1901 au funcționat clasele I-V cu 50 de elevi înscriși, dintre care au promovat 37 de elevi.
În anul 1905-1906 au funcționat aceleași clase cu un număr de 95 elevi înscriși, dintre care 17 n-au frecventat și au promovat toți ceilalți.
Între 1906-1909 nu s-au găsit documente privitoare la funcționarea școlii. Probabil procesul de învățământ a fost întrerupt ca urmare a frământărilor sociale din această zonă.
În anul școlar 1909-1910 au fost înscriși 65 elevi din care au frecventat 55 și au promovat 30.
În anul școlar 1915-1916 la clasele I-V frecvența a fost sub 50%.
În anii 1920-1934, se menține aceeași situație: mulți neșcolarizați, frecvență foarte slabă și rezultate slabe la învățătură. Se observă și o mare fluctuație de cadre. Învățătorul Alexianu ieșise la pensie și au funcționat la școala din comuna Raci următorii învățători: Grigore Mircea, N. Popescu, Bâldea, I. Trestianu, I. Păunescu, I. Militaru și alții.
Începând din anul 1934 îl găsim director pe învățătorul I. Berca. De la această dată școala funcționează în local propriu cu două săli de clasă, construit din fondurile date de Prefectura județului Gorj, la care s-a adăugat contribuția cetățenilor din comună.
Elevii erau nevoiți a veni de la distanțe de 5-6 km până la școala din comună.
În anul școlar 1940-1941, din 177 elevi înscriși, 61 au fost neșcolarizați iar din cei care au frecventat au rămas repetenți 16 elevi.
Începând cu anul școlar 1937-1938, școala de la Raci a funcționat cu șapte clase. În perioada 1948-1956 au funcționat câte patru clase. S-a observat în această perioadă o preocupare serioasă din partea cadrelor didactice pentru școlarizarea tuturor elevilor cât și pentru obținerea de rezultate bune la învățătură.
Începând din anul școlar 1957-1958, la școala din Raci au funcționat șapte clase, iar în anul 1959-1960 au absolvit 17 elevi. Cei mai mulți s-au prezentat la concursul de admitere și au reușit să ajungă la liceu.
În trecut, peste 65% din locuitorii satului erau analfabeți, în special femeile. Această racilă a fost înlăturată prin eforturile susținute ale cadrelor didactice din comună ajutate de organele locale ale puterii de stat.
În 1967, la școala din Raci, care a fost școala centrală a fostei Comune Raci, funcționa clasele I-VIII cu un număr de 279 elevi. Procentul de școlarizare era de 100%. La această școală funcționa 14 cadre didactice. Exista mobilier nou în majoritatea sălilor de clasă și s-a construit un local nou, în 1963, cu patru săli de clasă.
În ultimii ani, s-a construit un nou local, mai mare, cu un etaj, între școala veche și biserica „Sfinții Voievozi”. Peste drum de biserică este și grădinița. Școala din Raci a devenit singura școală din sudul Comunei Negomir, școlile din Artanu, Baniu și Orzu fiind închise datorită numărului redus de elevi.
În privința învățământului post-gimnazial, tinerii aleg între Turceni, Rovinari și Târgu Jiu, ca și celelalte sate ale comunei.

## Biserica„Sfinții Voievozi”Raci
Biserica „Sfinții Voievozi” Raci este localizată în satul Condeiești, din Comuna Negomir, Județul Gorj, România. Are o vechime de peste 120 de ani.

### Istoric

#### Biserica veche din lemn
Până în anul 1912, a existat o altă biserică cu același nume, construită din lemn. Biserica veche nu avea pisanie, însă, în anul 1883, se știa că „e făcută din vechime”, trecând de 300 de ani. 
Nu cunoaștem preoții care au slujit la biserică până în anul 1832. Primul preot atestat documentar, în actele de stare civilă, apare sub numele de părintele Vasile Tudorescu. Acesta a oficiat în anul 1832 nouă căsătorii, iar în anul 1837 a botezat opt copii (patru băieți și patru fete). În anul 1840, oficierea cultului divin era făcută de preoții Nicolae și Vasile. 
Unul dintre preoții cu activitate îndelungată a fost părintele Gheorghe N. Popescu, care a slujit la biserică peste 40 de ani. Acesta a fost hirotonit preot la biserica din Raci, în data de 10 septembrie 1850. După cum arată registrele de stare civilă, serviciul divin era săvârșit și de un al doilea preot, Gheorghe Alexie, care, în 1864, a botezat 37 de copii. 
Biserica nu dispunea de pământ, fiind întreținută de enoriași. În anul 1873, conform documentelor de arhivă, în parohia Raci, erau 165 de enoriași, iar în 10 ani numărul lor ajungând la 202. Pentru armata română ce lupta pentru independența de stat a României, preotul Gheorghe Popescu, cu enoriașii săi, a dat un berbec, ca ofrandă. 
În ultimele două decenii ale secolului al XIX-lea, biserica și slujitorii ei se confruntau cu mari probleme, în bugetul comunei fiind alocate sume mici pentru întreținerea bisericii. Astfel, cântăreții bisericii, Ion N. Popescu și Gheorghe Deatcu, erau plătiți, în anul 1876, cu 30 lei lunar fiecare. În anul 1885, cântărețul bisericii era Panaiche Alexie, iar paraclisier Gheorghe I. Deatcu, care erau plătiți cu 10 lei pe lună. Salariul preotului Gheorghe Nicolae Popescu era de 20 de lei. Lipsa fondurilor a făcut ca biserica să se confrunte cu mari greutăți. 

În anul 1894, acoperișul bisericii „Sfinții Voievozi” din Raci era:
„în stare de ruină. Singura avere a bisericii o constituiau cărțile valoroase de cult: două Evanghelii tipărite în anul 1844, două Liturghiere, unul din 1831, două Octoihe (unul din 1830, al doilea din 1854), 12 Minee din 1862, un Apostol din 1889, două Psaltiri, una din 1848, o Cazanie din 1858, două Tedeumuri din 1879, o Panahidă din 1856.”
După încheierea activității preotului Gheorghe N. Popescu și până la venirea preotului Toma Bălan, la biserica „Sfinții Voievozi” au slujit preoții Alexandru Popescu, lon Berculescu și Dumitru Muraret. La 3 mai 1901, preotul lon Berculescu și cantorii Gheorghe Deatcu și Panaiche Alexie se arătau mâhniți de faptul că banii din bugetul local nu s-au dat din anul 1896, locuitorii cu greu putând întreține biserica și pe slujitorii ei.
În anul 1910, la biserica „Sfinții Voievozi”, slujea preotul paroh Dumitru Murareț, ajutat de cantorii Panaiche Alexie și Grigore Brînzan, absolvent al școlii de cântăreți din Târgu Jiu. Epitropii bisericii erau Ion V. Urdăreanu și Dumitru M. Țogoe.
La 15 februarie 1912, a avut loc instalarea oficială a preotului Toma Bălan, în prezența epitropilor Ion Urdăreanu, Dumitru Țogoe și Constantin Alexianu, a preotului Dumitru Murareț și a primarului Constantin Răceanu. După cum ne precizează procesul-verbal, încheiat între cei doi preoți, în prezența protoiereului județului, biserica nouă era pictată, iar cea veche era închisă serviciului divin, găsindu-se într-o stare jalnică. „Lipsită de orice împrejmuire, înghesuită în 13 m², cu acoperișul distrus, ploaia distrugând ce a mai fost bun acolo”, biserica veche, după câteva sute de ani de existență, devenise improprie serviciului divin, încetându-și existența.

#### Construcția bisericii noi

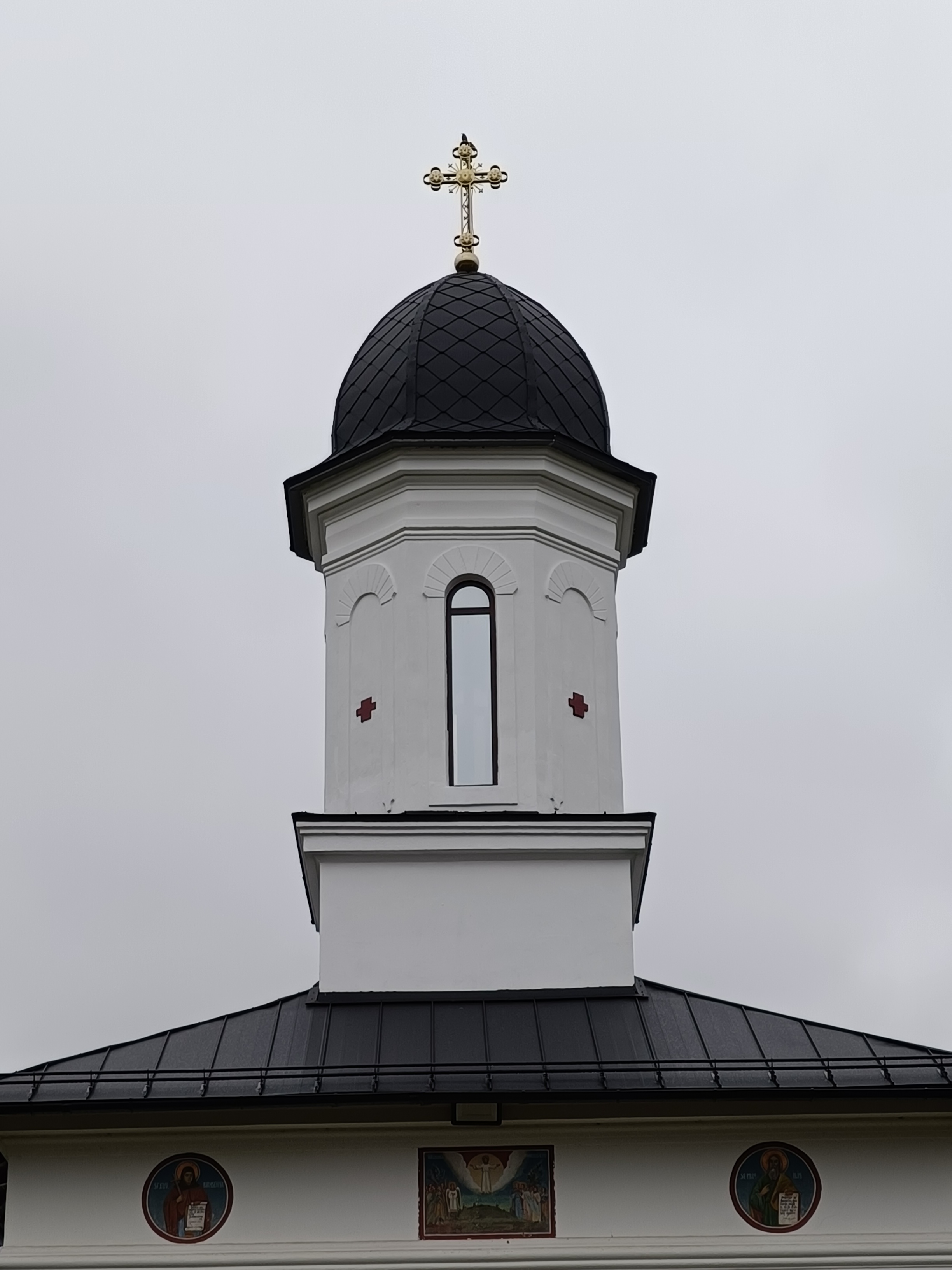
Turla bisericii

Actuala biserică s-a ridicat între anii 1893 și 1912. Constatând starea de religiozitate a sătenilor și având în vedere ruinarea vechii biserici din lemn, preotul Mihai Păunescu, epitropii bisericii, Maria Popescu și Răducan Scurtu, alături de primarul localității, Vasile C. Răceanu, vor lansa comunității, în anul 1893, un mare proiect: construirea unei biserici de zid în satul Raci (în ziua de astăzi aparține satului Condeiești). 
Comitetul de conducere a lucrării a fost format din primarul Comunei Raci, Vasile C. Răceanu, Constantin Alexianu, Panaiche Alexie și Dumitru P. Vasile. În anul 1894, lucrările abia au început cu plata pentru facerea cărămizii. Dintr-o informare a comitetului de realizare a lucrării, aflăm că, în anul 1894, erau restanțe la plata muncitorilor care făceau cărămida (400 de lei), membrii comitetului suportând din banii lor achitarea sumei. 
Protopopul Ștefan Nicolaescu era foarte îngrijorat de derularea lucrării, în 26 iulie 1895, solicitând lămuriri primarului comunei: dacă locuitorii din Raci s-au pregătit de tot materialul pentru construirea noii biserici și dacă respectă angajamentul făcut către Episcopia Râmnicului. 
Lucrările au durat aproape două decenii. Piatra fost adusă cu carele care aveau roțile fără șine, însoțite de o echipă de meseriași rudari din Ursoaia (sat aflat în apropiere, pe aceeași vale, aparținând pe atunci vechii comune Negomir. Noua Comună Negomir va include ambele sate), care, atunci, când ceda vreo roată, o înlocuiau și caravana își continua drumul. Cioplirea pietrei a fost făcută de meșteri italieni (în mentalul colectiv se vorbește de un anume Dominic, care ar fi lucrat la fasonarea pietrei), iar construcția fost ridicată de meșteri din Serbia. Unul dintre meșterii care au lucrat la biserică, Serafim, se va stabili în localitate. 
Cărămida a fost făcută în 12 cuptoare, fiecare a câte 10 000 de cărămizi. Pentru arderea ei, s-a folosit numai lemn uscat de ceroi. Când a început zidirea, primarul localității a apelat și la primarii comunelor vecine, pentru a solicita brațe de muncă. Cărămida a fost transportată manual de câteva sute de oameni care au fost așezați în șir indian, pe o distanță de 1 km, de la podul Bibăniței, unde s-a făcut și s-a ars întreaga cărămidă. Pictura a fost realizată de un pictor ardelean, loan Lupea. 
Biserica cea nouă era în stadiul de zugrăvire, când, pe data de 15 februarie 1912, părintele Toma Bălan devin preot paroh. La sosirea sa, biserica era în stadiul de finalizare a picturii, preotul ocupându-se de împodobirea și sfințirea lăcașului.
După 19 ani, biserica a fost sfințită la 20 mai 1912, de către Înalt Preasfințitul Ghenadie Georgescu, Episcopul Râmnicului, preot paroh fiind Toma Bălan.

#### Perioada Interbelică, Postinterbelică și Comunistă

Biserica în anii '60

Biserica nouă a beneficiat în primii ani de la sfințire de donațiile unor enoriași plini de pioșenie. 
La 28 februarie 1914, preotul Toma Bălan înainta o adresă protoieriei Târgu Jiu, prin care propunea să se aducă în revista „Biserica Ortodoxă Română” mulțumiri lui Ion Costescu din Gârbovu, care a donat sfântului locaș un rând nou de veșminte în valoare de 200 de lei și domnilor Grigore I. Popescu și lon C. Lupu care, de asemenea, au dăruit aceleiași biserici un rând de vase sfinte complet aurite.
În timpul ocupației Puterilor Centrale (1916-1918), biserica a avut de suferit, luându-i-se mai multe obiecte și fiind devastată biblioteca. În timpul Primului Război Mondial, când armatele de ocupație austro-ungare ridicau clopotele de la biserici, preotul Toma Bălan, împreună cu sătenii, a îngropat toate clopotele bisericilor din parohie, adică de la biserica din Raci, biserica din Artanu și de la clopotnița cimitirului Baniu. Fiind forțat de ocupanți, preotul, după ce i se făgăduiește că i se va lăsa clopotul de la biserica „Sfinții Voievozi” din Raci, le dezgroapă și le cedează ocupanților în afara celui de la Raci pe care l-a montat din nou în turla bisericii.

Biserica în anii '60

După transferul preotului Toma Bălan, în 1922, își începe activitatea preotul Răceanu Gheorghe, care funcționează până în anul 1946, când se mută la biserica „Sfântul Ioan Botezătorul” din Artanu. Acestuia i-a urmat preotul paroh Constantin Gh. Răceanu, care a avut o lungă și rodnică activitate. Din contribuția enoriașilor și din donațiile primite de la Ministerul Cultelor și Mitropolia Olteniei, preotul Constantin Răceanu a făcut, în anul 1964, reparații la acoperiș. Lucrări mai ample de restaurație au fost făcute în anul 1985 (intervenții la soclu, tencuială, tâmplărie și pictură). Pictura a fost realizată de Ion Bîrsan, colaboratorul pictorului craiovean Ștefan Călopăreanu, care a contractat lucrarea.

#### Perioada Postcomunist

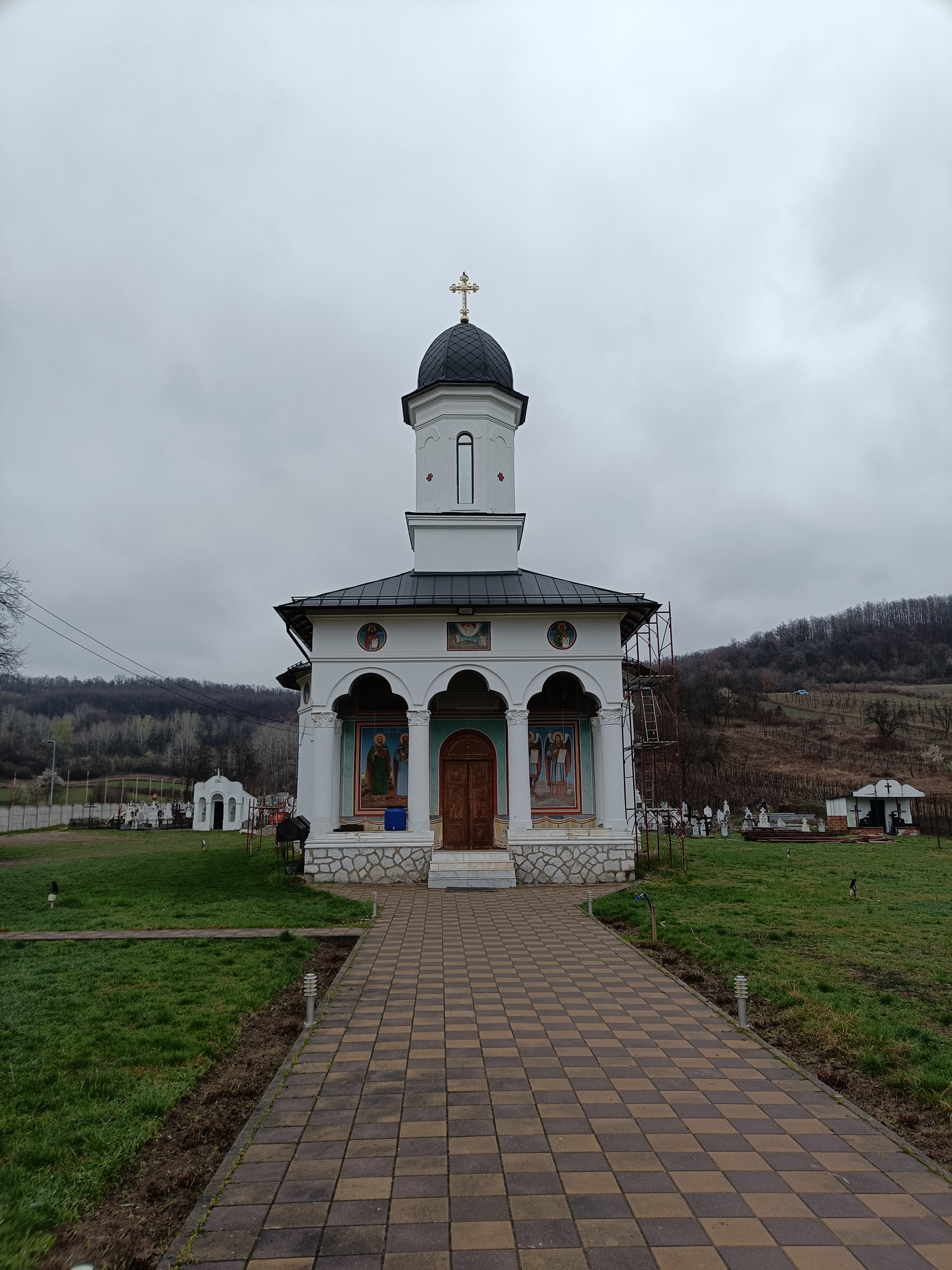
Biserica văzută din față

În perioada 1995-2000, serviciul divin a fost săvârșit de preotul lon Doman. După un interimat (septembrie 2000-aprilie 2001) asigurat de preotul din Borăscu, Nicolae Văcaru, începe pastoralul preotului Dumitrașcu-Cosmin Bălan. Ca urmare a sprijinului dat instituțiilor de cultură de consiliul local și primarul localității, Ion Gruescu, la biserica din satul Raci, sub păstoria sa (2001-2009), s-au realizat lucrări importante: renovarea acoperișului, pardosirea bisericii cu marmură albă, aplicarea brâului din frescă pe partea inferioară a pereților, în interiorul acesteia, înlocuirea mobilierului cu mobilier din stejar și frasin, comandat la Piatra Neamț, ridicarea, în fața lăcașului, a monumentului dedicat eroilor comunei, amenajarea cimitirului eroilor neamului, construcția casei parohiale, înlocuirea ferestrelor și ușilor, construirea capelei din satul Baniu, împrejmuirea, spre drumul județean, cu gard de fier.
La renovarea bisericii „Sfinții Voievozi” și-au adus contribuția financiară doi ctitori îndrăgostiți de meleagul natal, iubitori de frumos și de Dumnezeu: Sabin Stamatescu și Ion Scurtu. Sabin Stamatescu a donat bisericii contravaloarea a jumătate din tabla de pe acoperiș, iar Ion Scurtu a cumpărat ușile sculptate din lemn de la intrare și din Sfântul Altar. Între enoriașii care s-au implicat în renovarea bisericii, amintim pe Gheorghe Găman și, fiul său, Petre Găman, din Valea Casei (cătun din satul Artanu), care au ajutat la refacerea candelabrelor și a instalației electrice. După afirmațiile preotului Bălan, în timpul pastoratului său, biserica din Raci a avut un sprijin deplin din partea primarului localității, Ion Gruescu, viceprimarului, Constantin Vicol și a profesorilor Constantin Scurtu și Ion Luican.

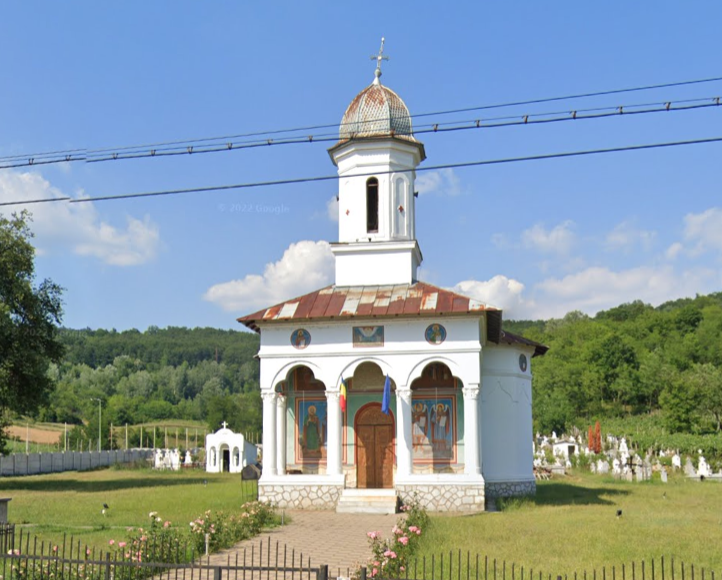
Biserica înainte de refacerea acoperișului (2024-2025)

După transferarea preotului Bălan la biserica „Sfântul Mucenic Nestor” din Motru (octombrie 2009), preot paroh a fost numit Ionuț-Cristian Salavat (Pr. Ioan). Preot tânăr, din satul Paltinu, cunoscând bine realitățile și oamenii locului, părintele Ionuț-Cristian Salavat a menținut și a optimizat relațiile bune cu autoritățile publice locale, reușind să obțină de la primărie noi alocații bugetare pentru biserică. Dintre cele mai importante lucrări făcute la sfântul locaș menționăm: refacerea picturii (anul 2012), pardosirea altarului cu granit (2012), montarea centralei termice (2011), lucrări exterioare (aleea, fântâna din curta lăcașului). De asemenea a pus vitralii la ferestre (2021), a construit o clopotnișă bisericii (2023) și a refăcut acoperișul (2024-2025).
Pe data de 20 mai 2012 a avut loc resfințirea bisericii de către Înalt Preasfințitul Părintele nostru Irineu, Arhiepiscopul Craiovei și Mitropolitul Olteniei. (puteți viziona resfințirea pe youtube).